# خط طول 92° شرق
خط طول 92° شرق هو أحد خطوط الطول الجغرافية، والتي تمتد من القطب الشمالي الجغرافي إلى القطب الجنوبي الجغرافي، وحسب التحويل الزمني يتقدم خط طول 92° شرق عن خط غرينتش بـ6 ساعة و8 دقيقة.

## من القطب إلى القطب
ينطلق خط طول 92° شرق من القطب الشمالي نحو القطب الجنوبي مرورا بالمناطق التي ترد في الجدول التالي:
| الإحداثيات                         | البلد أو الإقليم أو البحر | ملاحظات |
| ---------------------------------- | ------------------------- | --- |
| 90°0′N 92°0′E / 90.000°N 92.000°E  | المحيط المتجمد الشمالي    | Passing just east of جزيرة شميدت, سيفيرينيا زيمليا, كراسنويارسك كراي, روسيا                                                            |
| 80°24′N 92°0′E / 80.400°N 92.000°E | روسيا                     | كراسنويارسك كراي — جزيرة كومسوموليتس, Pioneer Island and the Sedov Archipelago, سيفيرينيا زيمليا                                       |
| 79°25′N 92°0′E / 79.417°N 92.000°E | بحر كارا                  | |
| 77°38′N 92°0′E / 77.633°N 92.000°E | روسيا                     | كراسنويارسك كراي — Kirov Island |
| 77°35′N 92°0′E / 77.583°N 92.000°E | بحر كارا                  | |
| 75°43′N 92°0′E / 75.717°N 92.000°E | روسيا                     | كراسنويارسك كراي توفا — from 51°48′N 92°0′E / 51.800°N 92.000°E                                                                        |
| 50°41′N 92°0′E / 50.683°N 92.000°E | منغوليا                   | |
| 45°4′N 92°0′E / 45.067°N 92.000°E  | جمهورية الصين الشعبية     | سنجان تشينغهاي — from 38°56′N 92°0′E / 38.933°N 92.000°E منطقة التبت ذاتية الحكم — from 32°50′N 92°0′E / 32.833°N 92.000°E             |
| 27°44′N 92°0′E / 27.733°N 92.000°E | الهند                     | أروناجل برديش — claimed by جمهورية الصين الشعبية                                                                                       |
| 27°28′N 92°0′E / 27.467°N 92.000°E | بوتان                     | |
| 26°51′N 92°0′E / 26.850°N 92.000°E | الهند                     | آسام ميغالايا — from 26°2′N 92°0′E / 26.033°N 92.000°E                                                                                 |
| 25°11′N 92°0′E / 25.183°N 92.000°E | بنغلاديش                  | |
| 24°23′N 92°0′E / 24.383°N 92.000°E | الهند                     | ترايبورا |
| 23°41′N 92°0′E / 23.683°N 92.000°E | بنغلاديش                  | |
| 21°23′N 92°0′E / 21.383°N 92.000°E | المحيط الهندي             | Passing just west of the جزر أندمان, الهند (at 11°33′N 92°12′E / 11.550°N 92.200°E)                                                    |
| 60°0′S 92°0′E / 60.000°S 92.000°E  | المحيط الجنوبي            | Passing just west of Drygalski Island, المطالب الإقليمية بالقارة القطبية الجنوبية by أستراليا (at 65°44′S 92°12′E / 65.733°S 92.200°E) |
| 66°29′S 92°0′E / 66.483°S 92.000°E | القارة القطبية الجنوبية   | الإقليم الأسترالي في القارة القطبية الجنوبية, المطالب الإقليمية بالقارة القطبية الجنوبية by أستراليا                                   |